# Doğu Perinçek
Doğu Perinçek (ur. 17 czerwca 1942 w Gaziantep) – polityk turecki, wieloletni lider Partii Pracy.